# Daniel Senise
Daniel Senise (Rio de Janeiro, 1955) é um pintor brasileiro. Formou-se em engenharia civil na UFRJ em 1980 e ficou conhecido com a participação na exposição Como vai você, Geração 80?, que foi realizada em 1984.

## Biografia
Neto de imigrantes italianos oriundos da região meridional da Basilicata, sua carreira obteve destaque em 1985 ao expor na Grande Tela da 18° Bienal de São Paulo. Daniel Senise percorreu o mundo com algumas exposições individuais, como no Museum of Contemporary Art of Chicago em 1991 e no Museo de Arte Contemporáneo de Monterrey em 1994.
No início de sua carreira, sua produção era focada em temas e volumes vazios de imagens indefinidas que eram retiradas de objetos do cotidiano. Ao final da década de 1980 suas telas passam a adquirir cores intensas e variadas, enfocando paisagens imaginárias e descontínuas.
As pinturas renascentistas também foram influência no trabalho de Senise, evocando o passado e a tradição para se compor uma arte contemporânea. Assim as pinturas de Senise são uma mistura de história da arte, imagens e a percepção atual da sociedade, abrindo-se para uma ampla combinação de experiências. Sua ideia é ativar o imaginário do espectador e criar diversas sensações.
Em 1997, atua como coordenador das galerias do Centro Cultural Light, no Rio de Janeiro.
Em 1998 foi publicado o livro Daniel Senise: ela que não está, pela Cosac & Naify, com textos de Ivo Mesquita, Dawn Ades e Gabriel Pérez-Barreiro.
Em 2002 foi lançado o livro Daniel Senise The Piano Factory, pela Andrea Jakobsson Estúdio Editorial, com 231 páginas. Dividido em nove capítulos, oito deles com textos do crítico Agnaldo Farias e outro de autoria de Alexandre Mello, o livro analisa a obra e o fazer de Senise.
No ano de 2005 Senise voltou dos EUA para o Brasil, onde retomou seu trabalho com processos orgânicos e passa a criar uma nova série de pinturas. Algumas de suas obras foram enviadas à Galeria Brito Cimino.
A técnica utilizada nessas obras é curiosa, pois ele trabalha com “impressões em madeira”, resultado de um acidente, Daniel trabalhava em seu ateliê quando percebeu que havia derramado tinta no chão, causando um efeito interessante, desde então passou a desenvolvê-la, cobrindo diferentes assoalhos de madeira com tecidos, jogando cola e tinta por cima para recriar textura. Depois começou a recortar e rearranjar as impressões, decompondo e recompondo os feixes impressos na matéria-prima.
No ano de 2006, Senise apresentou suas obras no Museu Oscar Niemeyer. A exposição foi composta por 23 pinturas, algumas inéditas na época. Segundo o curador Agnaldo Farias, a mostra enfatizou a apresentação de obras realizadas nos últimos quatro anos (2002-2006). Organizados em três séries, esses trabalhos são apresentados no núcleo chamado Chãos. Em algumas dessas obras, o artista criou suas superfícies com tecidos e lençóis provenientes de um hospital e de um hotel. As duas séries restantes mostram pinturas históricas do artista e outras composições mais complexas, compostas pela utilização de elementos arquitetônicos.
Daniel Senise é conhecido como um artista que ativa o imaginário do espectador. Ele se preocupa com o modo de percepção e construção de imagens, pensa na imagem de forma fragmentada como instrumento de significação, identificação, recuperação e conhecimento do mundo complexo pós-moderno. Atualmente faz parte do projeto Absolut Brasil, em que criou uma garrafa personalizada para a campanha Absolut Vodka.